# Шри-Ланка на летних Олимпийских играх 2004
Шри-Ланка принимала участие в Летних Олимпийских играх 2004 года в Афинах (Греция) в четырнадцатый раз за свою историю, но не завоевала ни одной медали. Сборную страны представляло 7 спортсменов, в том числе 3 женщины.

## Лёгкая атлетика
Спортсменов — 5

### Мужчины
| Спортсмен                 | Дисциплина | Предварительный раунд | Предварительный раунд | Предварительный раунд | Полуфинал | Полуфинал | Полуфинал | Финал     | Финал     |
| Спортсмен                 | Дисциплина | Забег                 | Результат             | Место                 | Полуфинал | Полуфинал | Полуфинал | Результат | Место     |
| ------------------------- | ---------- | --------------------- | --------------------- | --------------------- | --------- | --------- | --------- | --------- | --------- |
| Рохан Прадип Кумара       | 400 м      | 4                     | 46,20                 | 5                     | Не прошёл | Не прошёл | Не прошёл | Не прошёл | Не прошёл |
| Анурадха Курай            | Марафон    |                       |                       |                       |           |           |           | 2:19:24   | 30        |
| Манжула Кумара Вижесекера | Высота     | A                     | 2.20                  | 20                    |           |           |           | Не прошёл | Не прошёл |

### Женщины
Призёр Олимпийских игр 2000 года на дистанции 200 метров Сусантика Джаясингх, знаменосец сборной Шри-Ланки на церемонии открытия Игр в Афинах, не вышла на старт спринтерских дистанций. По ходу Олимпиады этот шаг объяснялся незалеченным переломом правой ноги и сильными болями, но позже высказывались предположения, что настоящая причина была политической и Джаясингх, которой уже приходилось покидать страну из-за преследований, таким образом выступала против насилия на выборах в Шри-Ланке.
| Спортсменка     | Дисциплина | Предварительный раунд | Предварительный раунд | Предварительный раунд | Полуфинал | Полуфинал | Полуфинал | Финал     | Финал     |
| Спортсменка     | Дисциплина | Забег                 | Результат             | Место                 | Полуфинал | Полуфинал | Полуфинал | Финал     | Финал     |
| --------------- | ---------- | --------------------- | --------------------- | --------------------- | --------- | --------- | --------- | --------- | --------- |
| Дамаянти Дхарша | 400 м      | 5                     | 54,58                 | 7                     | Не прошла | Не прошла | Не прошла | Не прошла | Не прошла |

## Плавание
Спортсменов — 2

### Мужчины
| Спортсмен      | Дисциплина        | Предварительный раунд | Предварительный раунд | Предварительный раунд | Полуфинал | Финал     |
| Спортсмен      | Дисциплина        | Заплыв                | Результат             | Место                 | Полуфинал | Финал     |
| -------------- | ----------------- | --------------------- | --------------------- | --------------------- | --------- | --------- |
| Конрад Фрэнсис | 100 м баттерфляем | 2                     | 56,80                 | 5 (52)                | Не прошёл | Не прошёл |

### Женщины
| Спортсменка     | Дисциплина          | Предварительный раунд | Предварительный раунд | Предварительный раунд | Полуфинал | Финал     |
| Спортсменка     | Дисциплина          | Заплыв                | Результат             | Место                 | Полуфинал | Финал     |
| --------------- | ------------------- | --------------------- | --------------------- | --------------------- | --------- | --------- |
| Менака де Силва | 50 м вольным стилем | 4                     | 28,93                 | 6 (52)                | Не прошла | Не прошла |

## Стрельба
Спортсмен — 1

### Женщины
| Спортсменка         | Дисциплина                      | Предварительный раунд | Предварительный раунд | Финал     |
| Спортсменка         | Дисциплина                      | Результат             | Место                 | Финал     |
| ------------------- | ------------------------------- | --------------------- | --------------------- | --------- |
| Пушпамали Раманаяке | Пневматическая винтовка 10 м    | 386                   | 38                    | Не прошла |
| Пушпамали Раманаяке | Винтовка из трёх положений 50 м | 567                   | 25                    | Не прошла |